# Hiraszava Súszaku
Hiraszava Súszaku (Akita, 1949. március 5. –) japán válogatott labdarúgó.

## Nemzeti válogatott
A japán válogatottban 11 mérkőzést játszott, melyeken 1 gólt szerzett.

## Statisztika
| Japán válogatott | Japán válogatott | Japán válogatott |
| Időszak          | Mérk.            | gól              |
| ---------------- | ---------------- | ---------------- |
| 1972             | 2                | 0                |
| 1973             | 4                | 1                |
| 1974             | 5                | 0                |
| Összesen         | 11               | 1                |